# Little Walter
Marion Walter Jacobs (Marksville, 1 mei 1930 – Chicago, 15 februari 1968), beter bekend als Little Walter, was een Amerikaans blueszanger, mondharmonicaspeler en gitarist. Hij wordt gezien als een van de pioniers van de blues en de mondharmonica en is lid van de Rock and Roll Hall of Fame (onder de categorie sideman) en de Blues Hall of Fame.

## Biografie

### Vroegere jaren
Jacobs werd op 1 mei 1930 geboren in Marksville, Louisiana en groeide op in Alexandria, Louisiana in een sharecropper familie met 5 zussen. Hij begon harmonica te spelen toen hij 8 jaar oud was en nadat hij op 12-jarige leeftijd school verliet, zwierf hij rond door de Verenigde Staten als straatmuzikant en vervulde kleine baantjes. Hij speelde met onder andere Houston Stackhouse, Robert Lockwood, Jimmy Rogers, Sunnyland Slim en David 'Honeyboy' Edwards. Gearriveerd in Chicago, 1945, vond Jacobs werk als gitarist, hoewel hij ook de nodige aandacht kreeg vanwege zijn talent voor de mondharmonica. Volgens bluesartiest Floyd Jones was Jacobs' eerste opname hetzelfde jaar. Het was een niet uitgegeven demo-opname, waar Jacobs op gitaar Jones begeleidde. Zijn vroege harmonicaspel deed sterk denken aan dat van Sonny Boy Williamson I, welke in die tijd nog leefde en een grote ster was. Dit is bijvoorbeeld sterk terug te horen het nummer als 'Blue baby' dat in 1948 werd opgenomen voor het kleine Ora Nelle Label.

Jacobs raakte gefrustreerd vanwege het feit dat de gitaar tijdens nummers te sterk naar voren kwamen en het mondharmonicageluid onderdrukte. Hij gebruikte daarom een microfoon die hij aansloot op een gitaarversterker. Jacobs onderscheidde zichzelf van harmonicaspelers als Sonny Boy Williamson II en Snooky Pryor, welke ook hun harmonicageluid versterkten middels microfoon, door de versterker zo te oversturen dat deze een vervormd geluid kreeg. Volgens Madison Deniro was hij was daarmee de eerste die bewust gebruik maakte van elektronische vervorming (distortion).

### Succes
Jacobs eerste uitgegeven opname was in 1947, onder het label Ora-Nelle. In 1948 voegde Jacobs zich bij Muddy Waters' band en vanaf 1950 speelde Jacobs mee op opnames, onder Chess Records. Als gitarist heeft Jacobs ook opnames gemaakt onder het label Parkway, met Muddy Waters en Baby Face Leroy Foster. Ook ondersteunde hij pianist Eddie Ware muzikaal met zijn gitaar tijdens opnamesessies. Jacobs' eigen populariteit steeg aanzienlijk toen hij zijn eigen geschreven nummer uitbracht: Juke, onder Checker Records, 1952. Het werd een instrumentale hit. Het stond acht weken op nummer 1 in de Billboard magazine R&B charts. Het nummer is ook opgenomen in The Rock and Roll Hall of Fame's 500 Songs that Shaped Rock and Roll. Ook werd het nummer opgenomen in de Grammy Awards Hall of Fame. Jacobs bleef nummers uitgeven; tussen 1952 en 1958 scoorde Jacobs 14 toptien-hits in de Billboard R&B charts, waaronder twee numer 1-hits.
Ook als sideman was Jacobs actief, op de mondharmonica begeleidde hij muzikaal onder anderen Jimmy Rogers, John Brim, Rocky Fuller, Memphis Minnie, The Coronets, Johnny Shines, Floyd Jones, Bo Diddley, Shel Silverstein, Otis Rush, Johnny Young en Robert Nighthawk. Jacobs toerde tweemaal door Europa, waar van verschillende concerten opnames zijn gemaakt en later op dvd zijn verschenen.

### Overlijden
Jacobs was een alcoholist en stond bekend om zijn slechte humeur, wat nu en dan tot ruzies leidde. Een paar maanden na zijn tweede tour door Europa raakte hij verzeild in een gevecht nadat hij een korte pauze nam van een optreden in Chicago. Jacobs raakte gewond en stierf die nacht in zijn slaap in het appartement van zijn vriendin. De officiële overlijdensakte luidde dat de oorzaak van zijn dood een trombose was.
Marion Walter Jacobs werd op 22 februari 1968 begraven op de begraafplaats St. Mary's Cemetery, in Evergreen Park.